# AKB48
Az AKB48 (エーケービー フォーティーエイト) egy 2005-ben alakult, Guinness-rekorder taglétszámú, japán idolzenekar.

## Koncepció
Az AKB48 koncepciója az "Idol, akivel találkozhatsz" szlogen. 
A japán idolok szórakoztató- előadó-művészek, akik fellépésükkel közvetlenül a rajongók támogatását próbálják megszerezni. A rajongók és az idolok közötti interakciók lehetőséget biztosítanak az idoloknak arra, hogy ápolják a rajongóikkal a kapcsolatukat. 
A csoport producere, Akimoto Jaszusi elmondta, hogy a célja, más idol csoportoktól eltérően, amelyek csak esetenként adnak koncertet és főként a TV-ben jelennek meg, egy olyan egyedi idol csoport létrehozása volt amely rendszeresen fellép a saját színházában.Az AKB48 színház Tokió Akihabara városrészében a Don Quijote áruház 8-dik szintjén található.
A kezdeti elképzelések szerint a csoport, az együttes nevének betűiből képezve 3 csapatra lett felosztva. Team A, Team K, Team B. A színházban majdnem minden nap tartanak előadást, de egyszerre csak 16 fő egy csapatból. Ezzel lehet csökkenteni a tagok terheltségét, vagy biztosítani, hogy az AKB48 egyidejűleg több helyszínen is megjelenjen. A 3 darab 16 fős csapat adja ki az együttes nevében szereplő, és a színházban is kiírt 48-as számot. 
Az együttesbe bekerülni többszázszoros túljelentkezéssel megtartott meghallgatásokon lehet. A belépéskor középiskolás vagy fiatal felnőtt korú tagok néhány hetes intenzív tréning után már debütálhatnak. Az együttesen kívüli életben a botránymentes jólviselkedés mintapéldáinak kell lenniük. Tiltott számukra a randevúzás. A szabályok megszegése retorzióval járhat, ami akár az együttesből való kicsapás is lehet. Az együttesbeli tevékenység megszünésének rendes módja a japán idol világnak megfelelően a búcsúzás, avagy a szocugjó (卒業) ceremóniája. E szó elsődleges jelentése megfelel az iskola befejezésének (lediplomázás, ballagás), aminek a lényege, nem a negatív felhangú kilépés, hanem a továbblépés egy magasabb szintre, illetve a felnőtt életbe. A ceremónia pompája a búcsúzó tag népszerűségéhez mérhető.

### Konkurens pozíciók és átigazolások rendszere
Az AKB48-nak Japánban 5, Japánon kívül további 6 testvércsoportja van.
Az AKB48 Group együttesei között létezik a konkurens pozíció és az átigazolás rendszere. A konkurens pozició (兼任, kennin) létrejötte esetén aktív taggá válik abban a csoportban ahova a pozíció tartozik, és ezzel egyidejűleg az konkurens pozició előtti eredeti csoportban is aktív tag marad. Átigazolás (移籍, iszeki) esetén a korábbi csoportbeli tagságát elhagyva átkerül az AKB48 Group-on belül egy másik csoportba. Egy tag a konkurens pozició megszűnésekor, lehet hogy az eredeti csoportjánál marad, de az is lehet hogy az eredeti csoport tagsága szűnik meg és a konkurens pozició csoportjához kerül.
További speciális formájában, 2014-ben az AKB48 Group és a Nogizaka46 között „külföldi cserediák” néven kölcsönös konkurens pozició létesült Macui Rena (akkor SKE48) és Ikoma Rina (akkor Nogizaka46) részére.

## Történet
A zenekart Akimoto Jaszusi alapította, 7924 lány meghallgatása után, 2005 második felében.

## Tagok
A együttesben több százan működtek közre. A együttest 2022 április végén 65 rendes tag és 18 gyakornok, összesen 83 idol alkotja.
Az együttest regisztrálta a Guinness Rekordok Könyve mint a legnagyobb pop együttes.

### Team A
Csapat színe: ■Pink.
| Név        | Olvasat          | Született                      | Generáció        | Ügynökség | Debütált             | megjegyzés | Legjobb SSK helyezés |
| ---------- | ---------------- | ------------------------------ | ---------------- | --------- | -------------------- | --- | -------------------- |
| 岩立沙穂   | Ivatate Szaho    | 1994. október 4. (30 éves)     | 13. gen.         | DH        | 2013. augusztus 24.  | korábbi Team B kapitány korábbi Team 4 ('13/'14 Minegisi・Takahasi Dzsuri) korábbi Team B (Ivatate)                                                      | 22.                  |
| 大竹ひとみ | Ótake Hitomi     | 1999. június 27. (25 éves)     | draft 3. gen.    | DH        | 2019. szeptember 7.  | 3. draft tárgyalás Team B 4. jelölés korábbi Team B (Ivatate)                                                                                            | -                    |
| 込山榛香   | Komijama Haruka  | 1998. szeptember 12. (26 éves) | 15. gen.         | DH        | 2014. április 24.    | korábbi Team K kapitány korábbi Team 4 ('14 Minegisi・Takahasi Dzsuri) korábbi Team K（Komijama）                                                        | 21.                  |
| 齋藤陽菜   | Szaitó Haruna    | 2004. május 24. (20 éves)      | draft 3. gen.    | DH        | 2019. szeptember 7.  | 3. draft tárgyalás Team B 1. jelölés korábbi Team B (Ivatate)                                                                                            | -                    |
| 千葉恵里   | Csiba Erii       | 2003. október 27. (21 éves)    | draft 2. gen.    | Juu's     | 2017. szeptember 27. | 2. draft tárgyalás Team 4 1. jelölés korábbi Team 4 ('14 Minegisi・Takahasi Dzsuri) gyakornok korábbi Team 4 (Takahasi Dzsuri)                           | -                    |
| 中西智代梨 | Nakanisi Csijori | 1995. május 12. (29 éves)      | -                | DH        | -                    | korábbi HKT48 Team H (HKT48 1. gen.) korábbi Team A ('14 Takahasi・'15 Jokojama) korábbi Team B (Takahasi Dzsuri・Ivatate) 2014. április 24-én átigazolt | 91.                  |
| 福岡聖菜   | Fukuoka Szeina   | 2000. augusztus 1. (24 éves)   | 15. gen.         | DH        | 2014. április 24.    | korábbi Team B (Kuramocsi・Kizaki・Takahasi Dzsuri・Ivatate)                                                                                             | 31.                  |
| 馬嘉伶     | Ma Csarin        | 1996. december 21. (28 éves)   | Taivan gyakornok | JPEG      | -                    | korábbi tajvani cserediák korábbi Team B (Kizaki) korábbi Team 4（Murajama） 2016. február 21-én belépett                                                | 97.                  |
| 道枝咲     | Micsieda Szaki   | 2003. december 20. (21 éves)   | 16. gen.         | DH        | 2019. szeptember 12. | korábbi Team A gyakornok | -                    |
| 向井地美音 | Mukaicsi Mion    | 1998. január 29. (27 éves)     | 15. gen.         | Mama&Son  | 2014. április 24.    | AKB48 Group 3. általános igazgató Team A kapitány korábbi Team 4（'14 Minegisi） korábbi Team K（Minegisi）                                              | 13.                  |
| 武藤小麟   | Mutó Orin        | 2000. július 22. (24 éves)     | 16. gen.         | DH        | 2018. április 2.     | korábbi Team K (Komijama) nővére Mutó Tomu（12. gen.）                                                                                                   | 55.                  |
| 吉橋柚花   | Josihasi Juzuka  | 1999. december 29. (25 éves)   | draft 3. gen.    | DH        | 2020. december 8.    | 3. draft tárgyalás Team 4 2. jelölés korábbi Team 4 (Murajama)                                                                                           | -                    |

Team 8-ból érkező konkurens tagok
- Okabe Rin, Simizu Maria, Takahasi Szajaka, Nagano Szerika, Honda Hitomi

### Team K
Csapat szín ■zöld.
| Név        | Olvasat          | Született                      | Generáció     | Ügynökség | Debütált             | megjegyzés | Legjobb SSK helyezés |
| ---------- | ---------------- | ------------------------------ | ------------- | --------- | -------------------- | --- | -------------------- |
| 市川愛美   | Icsikava Manami  | 1999. augusztus 26. (25 éves)  | 15. gen.      | DH        | 2014. április 24.    | korábbi Team A ('14 Takhasi) | 115.                 |
| 小林蘭     | Kobajasi Ran     | 2003. október 7. (21 éves)     | draft 3. gen. | DH        | 2019. július 27.     | 3. draft tárgyalás Team K 4. jelölés amorecarina Oszaka korábbi tagja korábban Good Choice Entertainment | -                    |
| 下口ひなな | Simogucsi Hinana | 2001. július 19. (23 éves)     | draft 1. gen. | DH        | -                    | 1. draft tárgyalás Team K 2. jelölés | -                    |
| 田口愛佳   | Tagucsi Manaka   | 2003. december 12. (21 éves)   | 16. gen.      | DH        | 2018. április 2.     | Team K kapitány korábbi Team A (Okabe) | -                    |
| 茂木忍     | Mogi Sinobu      | 1997. február 16. (28 éves)    | 13. gen.      | DH        | 2013. augusztus 24.  | korábbi Team 4 ('13/'14 Minegisi) | 47.                  |
| 山内瑞葵   | Jamaucsi Mizuki  | 2001. szeptember 20. (23 éves) | 16. gen.      | DH        | 2018. április 2.     | korábbi Team 4（Murajama） | 92.                  |
| 山根涼羽   | Jamane Szuzuha   | 2000. augusztus 11. (24 éves)  | 16. gen.      | DH        | 2018. december 8.    | korábbi Team A gyakornok korábbi Team A (Okabe) | -                    |
| 山邊歩夢   | Jamabe Aju       | 2002. február 3. (23 éves)     | draft 2. gen. | DH        | 2017. szeptember 27. | 2. draft tárgyalás Team B 3. jelölés korábbi Team B (Kuramocsi・Kizaki) gyakornok korábbi Team B (Kizaki・Takahasi Dzsuri・Ivatate) amorecarina korábbi tagja korábbi Good Choice Entertainment nővére Jamabe Miju (Tokyo Girls' Style) | -                    |
| 湯本亜美   | Jumoto Ami       | 1997. október 3. (27 éves)     | 15. gen.      | DH        | 2014. április 24.    | | -                    |

Team 8-ból érkező konkurens tagok
- Uemi Szorano, Ónisi Momoka, Okuhara Hinako, Oda Erina, Takahasi Ajane, Hattori Júna

### Team B
Csapat szín ■kék.
| Név        | Olvasat        | Született                     | Generáció     | Ügynökség              | Debütált             | megjegyzés | Legjobb SSK helyezés |
| ---------- | -------------- | ----------------------------- | ------------- | ---------------------- | -------------------- | --- | -------------------- |
| 浅井七海   | Aszai Nanami   | 2000. május 20. (24 éves)     | 16. gen.      | DH                     | 2018. április 2.     | Team B kapitány korábbi Team 4 (Murajama)                                                                       | -                    |
| 石綿星南   | Isivata Szena  | 2002. február 22. (23 éves)   | draft 3. gen. | DH                     | 2020. december 8.    | 3. draft tárgyalás Team 4 1. jelölés korábbi Team 4 (Murajama)                                                  | -                    |
| 大盛真歩   | Ómori Maho     | 1999. december 5. (25 éves)   | draft 3. gen. | DH                     | 2018. december 8.    | 3. draft tárgyalás Team B 5. jelölés                                                                            | -                    |
| 柏木由紀   | Kasivagi Juki  | 1991. július 15. (33 éves)    | 3. gen.       | Watanabe Entertainment | -                    | AKB48 Group legidősebb tagja korábbi Team B kapitány korábbi NMB48 Team N kennin korábbi NGT48 Team NIII kennin | 2.                   |
| 北澤早紀   | Kitazava Szaki | 1997. június 5. (27 éves)     | 13. gen.      | De-PRO                 | 2013. augusztus 24.  | korábbi Team 4 ('13/'14 Minegisi・Takahasi Dzsuri)                                                              | -                    |
| 佐藤美波   | Szató Minami   | 2003. augusztus 3. (21 éves)  | 16. gen.      | DH                     | 2019. szeptember 12. | korábbi Team A gyakornok korábbi Team A (Okabe) E Dance Academy E DANCE KIDS 2. gen.                            | -                    |
| 篠崎彩奈   | Sinozaki Ajana | 1996. január 8. (29 éves)     | 13. gen.      | OMG                    | 2013. augusztus 24.  | korábbi Team 4 ('13/'14 Minegisi) korábbi Team K (Minegisi) korábbi Team A (Okabe)                              | 78.                  |
| 鈴木くるみ | Szuzuki Kurumi | 2004. szeptember 2. (20 éves) | 16. gen.      | DH                     | 2018. április 2.     | korábbi Team A (Okabe) korábbi Courage Kids E Dance Academy E DANCE KIDS 2. gen.                                | -                    |

Team 8-ból érkező konkurens tagok
- Oguri Jui, Szakagucsi Nagisza, Tokunaga Remi, Hidaritomo Ajaka, Hasimoto Haruna, Fudzsizono Rei, Jamada Kjóka

### Team 4
Csapat szín: ■sárga.
| Név          | Olvasat         | Született                     | Generáció     | Ügynökség         | Debütált            | megjegyzés | Legjobb SSK helyezés |
| ------------ | --------------- | ----------------------------- | ------------- | ----------------- | ------------------- | --- | -------------------- |
| 大森美優     | Ómori Mijú      | 1998. szeptember 3. (26 éves) | 12. gen.      | DH                | 2013. április 28.   | korábbi Team B (Umeda) | 67.                  |
| 岡田梨奈     | Okada Rina      | 1999. július 27. (25 éves)    | draft 3. gen. | DH                | 2019. július 27.    | 3. draft tárgyalás Team K 5. jelölés korábbi Team K (Komijama)                                                                       | -                    |
| 黒須遥香     | Kuroszu Haruka  | 2001. február 28. (24 éves)   | 16. gen.      | DH                | 2019. május 13.     | korábbi Team 4 gyakornok | -                    |
| 佐々木優佳里 | Szaszaki Jukari | 1995. augusztus 28. (29 éves) | 12. gen.      | De-PRO            | 2013. április 28.   | korábbi Team A ('13/'15 Jokojama) korábbi Team 4 ('14 Minegisi) korábbi Team B (Takahasi Dzsuri・Ivatate)                            | 38.                  |
| 佐藤妃星     | Szató Kiara     | 2000. augusztus 11. (24 éves) | 15. gen.      | DH                | 2014. április 24.   | húga Szató Airi（17. gen.） | -                    |
| 多田京加     | Tada Kjóka      | 1999. augusztus 19. (25 éves) | draft 3. gen. | DH                | 2018. december 8.   | 3. draft tárgyalás Team 4 3. jelölés                                                                                                 | -                    |
| 谷口めぐ     | Tanigucsi Megu  | 1998. november 12. (26 éves)  | 15. gen.      | A.M.Entertainment | 2014. október 3.    | korábbi Team A（'14 Takahasi・'15 Jokojama） korábbi Team B（Takahasi Dzsuri・Ivatate） 2014. április 14-én gyakornokká előléptették | 33.                  |
| 長友彩海     | Nagatomo Ajami  | 2000. november 2. (24 éves)   | 16. gen.      | DH                | 2018. december 8.   | korábbi Team K gyakornok korábbi Team K（Komijama）                                                                                  | -                    |
| 村山彩希     | Murajama Juiri  | 1997. június 15. (27 éves)    | 13. gen.      | DH                | 2013. augusztus 24. | korábbi Team 4 kapitány | -                    |

Team 8-ból érkező konkurens tagok
- Utada Hacuka, Kavahara Miszaki, Gjóten Jurina, Kuranó Narumi(Team 4 kapitány), Szakagava Hijuka, Sitao Miu, Takaoka Kaoru, Josikava Nanasze, Josida Karen

### Team 8
Csapat szín ■Sötétkék.
A Team 8 mind a 47 tagja Japán egy-egy prefektúráját képviseli.
Amely tagoknál nincs megadva a belépés dátuma, azok 2014 április 3-án, a Team 8 megalakulásakor léptek be.
A csapat a tevékenységét 2023. április 30-án felfüggesztette. Tagjai a korábbi konkurrens poziciójuk csapatában váltak teljes idejű tagokká.
| Prefektúra | Konkurens csapat | Név                          | Olvasat                      | Született                      | Debütált                     | Ügynökség                    | megjegyzés                                                             | legjobb SSK helyezés         |                              |
| ---------- | ---------------- | ---------------------------- | ---------------------------- | ------------------------------ | ---------------------------- | ---------------------------- | ---------------------------------------------------------------------- | ---------------------------- | ---------------------------- |
| Hokkaidó   | Team B           | 坂口渚沙                     | Szakagucsi Nagisza           | 2000. december 23. (24 éves)   | -                            | DH                           | korábbi Team B（Kizaki） kennin korábbi Team 4（Murajama） kennin      | 47.                          |                              |
| Aomori     |                  | jelenleg nincs képviselő tag | jelenleg nincs képviselő tag | jelenleg nincs képviselő tag   | jelenleg nincs képviselő tag | jelenleg nincs képviselő tag | jelenleg nincs képviselő tag                                           | jelenleg nincs képviselő tag | jelenleg nincs képviselő tag |
| Ivate      |                  | jelenleg nincs képviselő tag | jelenleg nincs képviselő tag | jelenleg nincs képviselő tag   | jelenleg nincs képviselő tag | jelenleg nincs képviselő tag | jelenleg nincs képviselő tag                                           | jelenleg nincs képviselő tag | jelenleg nincs képviselő tag |
| Mijagi     |                  | jelenleg nincs képviselő tag | jelenleg nincs képviselő tag | jelenleg nincs képviselő tag   | jelenleg nincs képviselő tag | jelenleg nincs képviselő tag | jelenleg nincs képviselő tag                                           | jelenleg nincs képviselő tag | jelenleg nincs képviselő tag |
| Akita      |                  | jelenleg nincs képviselő tag | jelenleg nincs képviselő tag | jelenleg nincs képviselő tag   | jelenleg nincs képviselő tag | jelenleg nincs képviselő tag | jelenleg nincs képviselő tag                                           | jelenleg nincs képviselő tag | jelenleg nincs képviselő tag |
| Jamagata   |                  | jelenleg nincs képviselő tag | jelenleg nincs képviselő tag | jelenleg nincs képviselő tag   | jelenleg nincs képviselő tag | jelenleg nincs képviselő tag | jelenleg nincs képviselő tag                                           | jelenleg nincs képviselő tag | jelenleg nincs képviselő tag |
| Fukusima   |                  | jelenleg nincs képviselő tag | jelenleg nincs képviselő tag | jelenleg nincs képviselő tag   | jelenleg nincs képviselő tag | jelenleg nincs képviselő tag | jelenleg nincs képviselő tag                                           | jelenleg nincs képviselő tag | jelenleg nincs képviselő tag |
| Ibaraki    | Team A           | 岡部麟                       | Okabe Rin                    | 1996. november 7. (28 éves)    | -                            | Hori Pro                     | korábbi Team A kapitány                                                | 58.                          |                              |
| Tocsigi    | Team A           | 本田仁美                     | Honda Hitomi                 | 2001. október 6. (23 éves)     | -                            | Mama&Son                     | korábbi Team B（Takahasi Dzsuri・Ivatate） kennin IZ*ONE korábbi tagja | 82.                          |                              |
| Gunma      | Team A           | 清水麻璃亜                   | Simizu Maria                 | 1997. szeptember 29. (27 éves) | -                            | YK Agent                     | korábbi Team B (Ivatate) kennin                                        | -                            |                              |
| Szaitama   | Team K           | 髙橋彩音                     | Takahasi Ajane               | 1997. december 30. (27 éves)   | -                            | DH                           | korábbi Team 4（Murajama） kennin                                      | -                            |                              |
| Csiba      | Team 4           | 吉川七瀬                     | Josikava Nanasze             | 1998. július 21. (26 éves)     | -                            | DH                           | korábbi Team B (Ivatate) kennin                                        | -                            |                              |
| Tokió      | Team B           | 小栗有以                     | Oguri Jui                    | 2001. december 26. (23 éves)   | -                            | Zest Inc.                    | korábbi Team A（Okabe） kennin                                         | 25.                          |                              |
| Kanagava   | Team K           | 小田えりな                   | Oda Erina                    | 1997. április 25. (27 éves)    | -                            | YK Agent                     |                                                                        | 60.                          |                              |
| Niigata    |                  | jelenleg nincs képviselő tag | jelenleg nincs képviselő tag | jelenleg nincs képviselő tag   | jelenleg nincs képviselő tag | jelenleg nincs képviselő tag | jelenleg nincs képviselő tag                                           | jelenleg nincs képviselő tag | jelenleg nincs képviselő tag |
| Tojama     | Team B           | 橋本陽菜                     | Hasimoto Haruna              | 2000. május 25. (24 éves)      | -                            | DH                           | korábbi Team K（Komijama） kennin                                      | 109.                         |                              |
| Isikava    |                  | jelenleg nincs képviselő tag | jelenleg nincs képviselő tag | jelenleg nincs képviselő tag   | jelenleg nincs képviselő tag | jelenleg nincs képviselő tag | jelenleg nincs képviselő tag                                           | jelenleg nincs képviselő tag | jelenleg nincs képviselő tag |
| Fukui      | Team 4           | 坂川陽香                     | Szakagava Hijuka             | 2006. október 7. (18 éves)     | 2019. december 28.           | DH                           |                                                                        | -                            |                              |
| Jamanasi   | Team B           | 左伴彩佳                     | Hidaritomo Ajaka             | 1998. július 29. (26 éves)     | -                            | DH                           | korábbi Team K（Komijama） kennin                                      | -                            |                              |
| Nagano     | Team A           | 髙橋彩香                     | Takahasi Szajaka             | 2001. november 22. (23 éves)   | 2016. december 9.            | DH                           | korábbi Team 4（Murajama） kennin                                      | -                            |                              |
| Gifu       | Team K           | 服部有菜                     | Hattori Júna                 | 2001. március 30. (23 éves)    | 2014. július 27.             | DH                           | korábbi Team B (Ivatate) kennin                                        | -                            |                              |
| Sizuoka    |                  | jelenleg nincs képviselő tag | jelenleg nincs képviselő tag | jelenleg nincs képviselő tag   | jelenleg nincs képviselő tag | jelenleg nincs képviselő tag | jelenleg nincs képviselő tag                                           | jelenleg nincs képviselő tag | jelenleg nincs képviselő tag |
| Aicsi      | Team 4           | 歌田初夏                     | Utada Hacuka                 | 2002. július 8. (22 éves)      | 2016. június 25.             | DH                           |                                                                        | -                            |                              |
| Mie        |                  | jelenleg nincs képviselő tag | jelenleg nincs képviselő tag | jelenleg nincs képviselő tag   | jelenleg nincs képviselő tag | jelenleg nincs képviselő tag | jelenleg nincs képviselő tag                                           | jelenleg nincs képviselő tag | jelenleg nincs képviselő tag |
| Siga       |                  | jelenleg nincs képviselő tag | jelenleg nincs képviselő tag | jelenleg nincs képviselő tag   | jelenleg nincs képviselő tag | jelenleg nincs képviselő tag | jelenleg nincs képviselő tag                                           | jelenleg nincs képviselő tag | jelenleg nincs képviselő tag |
| Kiotó      |                  | jelenleg nincs képviselő tag | jelenleg nincs képviselő tag | jelenleg nincs képviselő tag   | jelenleg nincs képviselő tag | jelenleg nincs képviselő tag | jelenleg nincs képviselő tag                                           | jelenleg nincs képviselő tag | jelenleg nincs képviselő tag |
| Oszaka     | Team A           | 永野芹佳                     | Nagano Szerika               | 2001. március 27. (23 éves)    | -                            | DH                           | korábbi Team 4（Murajama） kennin                                      | 67.                          |                              |
| Hjógo      |                  | jelenleg nincs képviselő tag | jelenleg nincs képviselő tag | jelenleg nincs képviselő tag   | jelenleg nincs képviselő tag | jelenleg nincs képviselő tag | jelenleg nincs képviselő tag                                           | jelenleg nincs képviselő tag | jelenleg nincs képviselő tag |
| Nara       | Team K           | 大西桃香                     | Ónisi Momoka                 | 1997. szeptember 20. (27 éves) | -                            | Alligator                    | korábbi Team 4（Murajama） kennin                                      | 38.                          |                              |
| Vakajama   |                  | jelenleg nincs képviselő tag | jelenleg nincs képviselő tag | jelenleg nincs képviselő tag   | jelenleg nincs képviselő tag | jelenleg nincs képviselő tag | jelenleg nincs képviselő tag                                           | jelenleg nincs képviselő tag | jelenleg nincs képviselő tag |
| Tottori    | Team B           | 徳永羚海                     | Tokunaga Remi                | 2006. október 1. (18 éves)     | 2019. október 6.             | DH                           |                                                                        | -                            |                              |
| Simane     | Team K           | 奥原妃奈子                   | Okuhara Hinako               | 2003. november 18. (21 éves)   | 2017. november 19.           | DH                           | korábbi Team B (Ivatate) kennin                                        | -                            |                              |
| Okajama    |                  | jelenleg nincs képviselő tag | jelenleg nincs képviselő tag | jelenleg nincs képviselő tag   | jelenleg nincs képviselő tag | jelenleg nincs képviselő tag | jelenleg nincs képviselő tag                                           | jelenleg nincs képviselő tag | jelenleg nincs képviselő tag |
| Hirosima   |                  | jelenleg nincs képviselő tag | jelenleg nincs képviselő tag | jelenleg nincs képviselő tag   | jelenleg nincs képviselő tag | jelenleg nincs képviselő tag | jelenleg nincs képviselő tag                                           | jelenleg nincs képviselő tag | jelenleg nincs képviselő tag |
| Jamagucsi  | Team 4           | 下尾みう                     | Sitao Miu                    | 2001. április 3. (23 éves)     | -                            | DH                           | korábbi Team A（Okabe） kennin                                         | -                            |                              |
| Tokusima   |                  | jelenleg nincs képviselő tag | jelenleg nincs képviselő tag | jelenleg nincs képviselő tag   | jelenleg nincs képviselő tag | jelenleg nincs képviselő tag | jelenleg nincs képviselő tag                                           | jelenleg nincs képviselő tag | jelenleg nincs képviselő tag |
| Kagava     | Team 4           | 行天優莉奈                   | Gjóten Jurina                | 1999. március 14. (26 éves)    | -                            | DH                           |                                                                        | -                            |                              |
| Ehime      | Team 4           | 高岡薫                       | Takaoka Kaoru                | 2000. november 29. (24 éves)   | -                            | DH                           |                                                                        | -                            |                              |
| Kócsi      |                  | jelenleg nincs képviselő tag | jelenleg nincs képviselő tag | jelenleg nincs képviselő tag   | jelenleg nincs képviselő tag | jelenleg nincs képviselő tag | jelenleg nincs képviselő tag                                           | jelenleg nincs képviselő tag | jelenleg nincs képviselő tag |
| Fukuoka    | Team 4           | 吉田華恋                     | Josida Karen                 | 2002. augusztus 27. (22 éves)  | 2015. április 3.             | DH                           | korábbi Team A（Okabe） kennin                                         | -                            |                              |
| Szaga      | Team 4           | 川原美咲                     | Kavahara Miszaki             | 2002. április 3. (22 éves)     | 2017. augusztus 8.           | DH                           | korábbi Team B (Ivatate) kennin                                        | -                            |                              |
| Nagaszaki  |                  | jelenleg nincs képviselő tag | jelenleg nincs képviselő tag | jelenleg nincs képviselő tag   | jelenleg nincs képviselő tag | jelenleg nincs képviselő tag | jelenleg nincs képviselő tag                                           | jelenleg nincs képviselő tag | jelenleg nincs képviselő tag |
| Kumamoto   | Team 4           | 倉野尾成美                   | Kuranó Narumi                | 2000. november 8. (24 éves)    | -                            | DH                           | Team 4 kapitány korábbi Team K（Komijama） kennin                      | 30.                          |                              |
| Óita       | Team B           | 山田杏華                     | Jamada Kjóka                 | 2002. november 3. (22 éves)    | 2017. március 20.            | DH                           | korábbi Team K（Komijama） kennin                                      | -                            |                              |
| Mijazaki   | Team K           | 上見天乃                     | Uemi Szorano                 | 2001. július 15. (23 éves)     | 2019. október 14.            | DH                           |                                                                        | -                            |                              |
| Kagosima   | Team B           | 藤園麗                       | Fudzsizono Rei               | 2005. január 18. (20 éves)     | 2018. október 20.            | ING Co. Ltd.                 |                                                                        | -                            |                              |
| Okinava    |                  | jelenleg nincs képviselő tag | jelenleg nincs képviselő tag | jelenleg nincs képviselő tag   | jelenleg nincs képviselő tag | jelenleg nincs képviselő tag | jelenleg nincs képviselő tag                                           | jelenleg nincs képviselő tag | jelenleg nincs képviselő tag |

### Gyakornokok
A 17. generáció tagjait 2022 május 4-én mutatták be.
A 18. generáció tagjait 2023 április 9-én mutatták be.
| Név        | Olvasat           | Született                     | Generáció | Ügynökség | megjegyzés                     | legjobb SSK helyezés |
| ---------- | ----------------- | ----------------------------- | --------- | --------- | ------------------------------ | -------------------- |
| 太田有紀   | Óta Juki          | 2004. március 27. (20 éves)   | 17. gen.  | DH        |                                | -                    |
| 小濱心音   | Kohama Kokone     | 2007. február 12. (18 éves)   | 17. gen.  | DH        |                                | -                    |
| 佐藤綺星   | Szató Airi        | 2004. június 24. (20 éves)    | 17. gen.  | DH        | nővére Szató Kiara（15. gen.） | -                    |
| 橋本恵理子 | Hasimoto Eriko    | 2006. április 16. (18 éves)   | 17. gen.  | DH        |                                | -                    |
| 畠山希美   | Hatakejama Nozomi | 2008. január 25. (17 éves)    | 17. gen.  | DH        |                                | -                    |
| 平田侑希   | Hirata Juki       | 2002. szeptember 3. (22 éves) | 17. gen.  | DH        |                                | -                    |
| 布袋百椛   | Hotei Moka        | 2004. december 1. (20 éves)   | 17. gen.  | DH        |                                | -                    |
| 正鋳真優   | Maszai Majú       | 2005. március 1. (20 éves)    | 17. gen.  | DH        |                                | -                    |
| 水島美結   | Mizusima Mijú     | 2006. november 12. (18 éves)  | 17. gen.  | DH        |                                | -                    |
| 山﨑空     | Jamazaki Szora    | 2004. május 13. (20 éves)     | 17. gen.  | DH        |                                | -                    |
| 秋山由奈   | Akijama Juna      | 2005. december 12. (19 éves)  | 18. gen.  | DH        |                                | -                    |
| 新井彩永   | Arai Szae         | 2005. október 5. (19 éves)    | 18. gen.  | DH        |                                | -                    |
| 工藤華純   | Kudó Kaszumi      | 2005. június 15. (19 éves)    | 18. gen.  | DH        |                                | -                    |
| 久保姫菜乃 | Kubo Hinano       | 2006. február 2. (19 éves)    | 18. gen.  | DH        |                                | -                    |
| 迫由芽実   | Szako Jumemi      | 2006. február 5. (19 éves)    | 18. gen.  | DH        |                                | -                    |
| 成田香姫奈 | Narita Kohina     | 2004. március 3. (21 éves)    | 18. gen.  | DH        |                                | -                    |
| 八木愛月   | Jagi Azuki        | 2005. március 22. (19 éves)   | 18. gen.  | DH        |                                | -                    |
| 山口結愛   | Jamagucsi Jui     | 2009. március 8. (16 éves)    | 18. gen.  | DH        | AKB48 legfiatalabb             | -                    |

### Korábbi tagok
Több mint száz idol.

## Diszkográfia

### Albumok
1. 2008 — Set List: Greatest Songs 2006–2007 (SET LIST〜グレイテストソングス 2006-2007〜)
2. 2010 — Kamikjokutacsi (神曲たち)
3. 2010 — Set List: Greatest Songs 2006–2009 (SET LIST 〜グレイテストソングス〜完全盤)
4. 2011 — Koko ni Ita Koto (ここにいたこと)
5. 2012 — 1830m
6. 2014 — Cugi no Asiato (次の足跡)
7. 2015 ― Koko ga Rhodes da, Koko de Tobe! (ここがロドスだ、ここで跳べ!)
8. 2015 ― 0 to 1 no Aida (0と1の間)
9. 2017 ― Thumbnail (サムネイル)
10. 2018 — Bokutacsi va, Ano Hi no Joake o Sitteiru (僕たちは、あの日の夜明けを知っている)

### Kislemezek
| No  | Cím | Év     |
| (1) | Szakura no Hanabiratacsi (桜の花びらたち) | (2006) |
| (2) | Skirt, Hirari (スカート、ひらり) | (2006) |
| 1   | Aitakatta (会いたかった) | (2006) |
| 2   | Szeifuku ga Dzsama o Szuru (制服が邪魔をする) | (2007) |
| 3   | Keibecu Siteita Aidzsó (軽蔑していた愛情) | (2007) |
| 4   | Bingo! | (2007) |
| 5   | Boku no Taijó (僕の太陽) | (2007) |
| 6   | Júhi o Miteiru ka? (夕陽を見ているか?) | (2007) |
| 7   | Romance, Irane (ロマンス、イラネ) | (2008) |
| 8   | Szakura no Hanabiratacsi 2008 (桜の花びらたち2008) | (2008) |
| 9   | Baby! Baby! Baby! | (2008) |
| 10  | Ógoe Diamond (大声ダイヤモンド) | (2008) |
| 11  | 10nen Zakura (10年桜) | (2009) |
| 12  | Namida Surprise! (涙サプライズ！) | (2009) |
| 13  | Iiwake Maybe (言い訳Maybe) | (2009) |
| 14  | River | (2009) |
| 15  | Szakura no Siori (桜の栞) | (2010) |
| 16  | Ponytail to Susu (ポニーテールとシュシュ) | (2010) |
| 17  | Heavy Rotation (ヘビーローテーション) | (2010) |
| 18  | Beginner | (2010) |
| 19  | Chance no Dzsunban (チャンスの順番) | (2010) |
| 20  | Szakura no Ki ni Naró (桜の木になろう) | (2011) |
| 21  | Everyday, Kacsúsa (Everyday、カチューシャ) | (2011) |
| 22  | Flying Get (フライングゲット) | (2011) |
| 23  | Kaze wa Fuiteiru (風は吹いている) | (2011) |
| 24  | Ue kara Mariko (上からマリコ) | (2011) |
| 25  | Give Me Five! | (2012) |
| 26  | Manacu no Soudns Good! (真夏のSounds good!) | (2012) |
| 27  | Gingham Check (ギンガムチェック) | (2012) |
| 28  | UZA | (2012) |
| 29  | Eien Pressure (永遠プレッシャー) | (2012) |
| 30  | So Long ! | (2013) |
| 31  | Szajonara Crawl (さよならクロール) | (2013) |
| 32  | Koi Szuru Fortune Cookie (恋するフォーチュンクッキー) | (2013) |
| 33  | Heart Electric (ハート・エレキ) | (2013) |
| 34  | Szuzukake no ki no micsi de „Kimi no hohoemi o jume ni miru” to itte simattara bokutacsi no kankei va dó kavatte simau no ka, bokunari ni nannicsi ka kangaeta ue de no jaja kihazukasii kecuron no jó na mono (鈴懸の木の道で「君の微笑みを夢に見る」と言ってしまったら僕たちの関係はどう変わってしまうのか、僕なりに何日か考えた上でのやや気恥ずかしい結論のようなもの) | (2013) |
| 35  | Mae sika Mukanee (前しか向かねえ) | (2014) |
| 36  | Labrador Retriever (ラブラドール･レトリバー) | (2014) |
| 37  | Kokoro no Placard (心のプラカード) | (2014) |
| 38  | Kibóteki Refrain (希望的リフレイン) | (2014) |
| 39  | Green Flash | (2015) |
| 40  | Bokutacsi va Tatakavanai (僕たちは戦わない) | (2015) |
| 41  | Halloween Night (ハロウィン・ナイト) | (2015) |
| 42  | Kucsibiru ni Be My Baby (唇にBe My Baby) | (2015) |
| 43  | Kimi va Melody (君はメロディー) | (2016) |
| 44  | Cubasza va iranai (翼はいらない) | (2016) |
| 45  | Love Trip / Siavasze o Vakenaszai (しあわせを分けなさい) | (2016) |
| 46  | High Tension (ハイテンション) | (2016) |
| 47  | Shoot Sign (シュートサイン) | (2017) |
| 48  | Negaigoto no Mocsiguszare (願いごとの持ち腐れ) | (2017) |
| 49  | #Szukinanda (#好きなんだ) | (2017) |
| 50  | 11gacu no Anklet (11月のアンクレット) | (2017) |
| 51  | Dzsabadzsa (ジャーバージャ) | (2018) |
| 52  | Teacher Teacher | (2018) |
| 53  | Sentimental Train (センチメンタルトレイン) | (2018) |
| 54  | No Way Man | (2018) |
| 55  | Dzsivaru Days (ジワるDAYS) | (2019) |
| 56  | Sustainable (サステナブル) | (2019) |
| 57  | Sicuren Arigató (失恋、ありがとう) | (2020) |
| 58  | Nemohamo Rumor (根も葉もRumor) | (2021) |
| 59  | Motokaredeszu (元カレです) | (2022) |
| 60  | Hiszasiburi no Lip Gloss (久しぶりのリップグロス) | (2022) |
| 61  | Dósite mo Kimi ga Szuki da (どうしても君が好きだ) | (2023) |

## Fordítás
- Ez a szócikk részben vagy egészben  az   AKB48 című angol Wikipédia-szócikk fordításán alapul.  Az eredeti cikk szerkesztőit annak laptörténete sorolja fel. Ez a jelzés csupán a megfogalmazás eredetét és a szerzői jogokat jelzi, nem szolgál a cikkben szereplő információk forrásmegjelöléseként.
- Ez a szócikk részben vagy egészben  az   AKB48 című japán Wikipédia-szócikk fordításán alapul.  Az eredeti cikk szerkesztőit annak laptörténete sorolja fel. Ez a jelzés csupán a megfogalmazás eredetét és a szerzői jogokat jelzi, nem szolgál a cikkben szereplő információk forrásmegjelöléseként.